# Topolovets (distrikt)
Topolovets (bulgariska: Тополовец) är ett distrikt i Bulgarien.   Det ligger i kommunen Obsjtina Kula och regionen Vidin, i den nordvästra delen av landet, 150 km norr om huvudstaden Sofia.
Trakten runt Topolovets består till största delen av jordbruksmark. Runt Topolovets är det ganska glesbefolkat, med 22 invånare per kvadratkilometer.